# Otto Hermann Bergmann
Otto Hermann Bergmann (* 8. September 1886 in Pitschendorff, Kreis Weißenfels; † 13. November 1944 in Monakam) war ein deutscher kommunistischer Widerstandskämpfer gegen den Nationalsozialismus und Opfer des Nationalsozialismus.

## Leben
Bergmann erlernte nach dem Besuch der Volksschule den Beruf des Tischlers. Er schloss sich der Kommunistischen Partei Deutschlands (KPD) an. Nach der Machtübernahme durch die Nationalsozialisten wurde Bergmann am 6. April von SA-Männern in seiner Wohnung aufgesucht und misshandelt. Danach wurde er bis Mai 1933 im Stadthaus, dem Hamburger Hauptquartier der Gestapo inhaftiert. Nach seiner Entlassung wurde er am  29. Januar 1934 erneut verhaftet und vom Oberlandesgericht Hamburg am 20. April 1934 aufgrund von „Vorbereitung zum Hochverrat“ zu 18 Monaten Zuchthaus verurteilt. Aus der Strafanstalt Fuhlsbüttel wurde er am 29. Juli 1935 entlassen.
Nach Beginn des Zweiten Weltkrieges kam er mit der „Bästlein-Jacob-Abshagen-Gruppe“ in Verbindung und schloss sich ihr an. Er beteiligte sich in deren „Technischen Apparat“ auch an der illegalen Widerstandsarbeit, die in der Solidarität mit ausländischen Zwangsarbeitern und der antifaschistischen Aufklärung der Arbeiterschaft bestand. Sein Engagement wurde der Gestapo bekannt, die ihn am 22. Dezember 1942 verhaftete und folterte. Aus dem Untersuchungsgefängnis wurde Bergmann Ende Juli 1943 vor seiner Verurteilung für zwei Monate entlassen, da das Gebäude infolge alliierter Luftangriffe teils zerstört war. Danach tauchte er unter und wurde später von einem Verwandten in Monakam in einem abseits gelegenen Gasthaus untergebracht.
Bergmann, der von der Ehefrau eines befreundeten Widerstandskämpfers vor einer möglichen Denunziation gewarnt wurde, verstarb am Folgetag an den Haftfolgen wahrscheinlich an einem Gehirnschlag.

## Ehrung

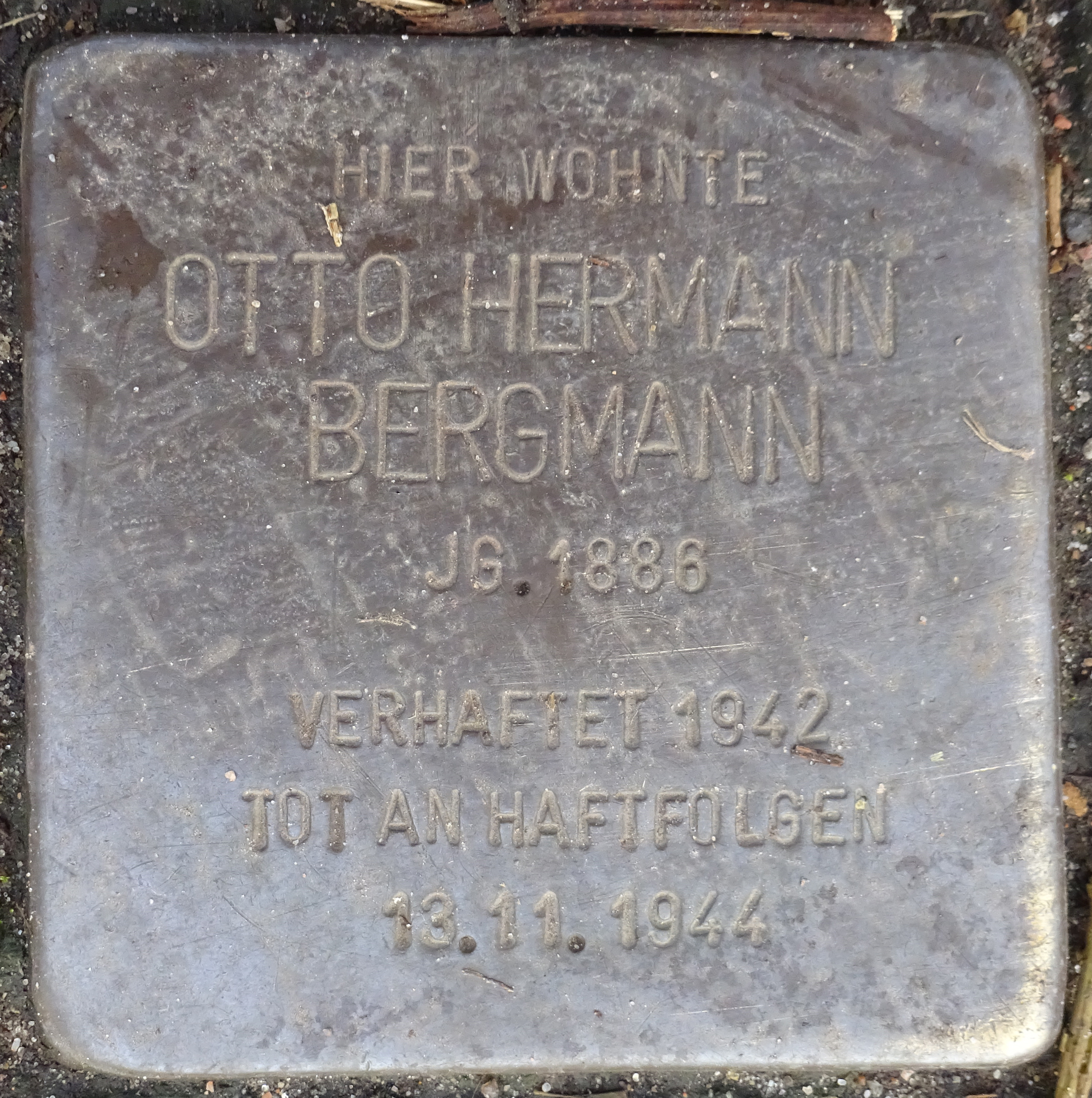
Stolperstein für Otto Hermann Bergmann

Im Stadtteil Hamburg-Hohenfelde verlegte der Aktionskünstler Gunter Demnig vor seinem letzten Wohnsitz an der Sechslingspforte Nr. 4 zu seinem Gedenken einen Stolperstein.